# 내방도
내방도(內防島)는 경기도 화성시 우정읍 매향리에 위치한 섬으로, 방도의 남서쪽에 있다.

## 지리
만조 때에는 일부분만이 드러나며, 간조 때에는 폭이 60m인 섬이 된다. 섬을 이루는 암석은 주로 규암이다. 식물과 해조류는 발견되지 않았으며, 무척추동물로는 고랑따개비가 서식한다.